# Peer Raben
Peer Raben est un compositeur de musique de film allemand né le 3 juillet 1940 et mort le 21 janvier 2007. Il était également acteur, réalisateur et producteur.

## Biographie
Il était un compositeur régulier pour Rainer Werner Fassbinder.

## Filmographie
- 1969 : L'amour est plus froid que la mort (Liebe ist kälter als der Tod)
- 1969 : Le Bouc (Katzelmacher)
- 1970 : Les Dieux de la peste (Götter der Pest)
- 1970 : Le Café (Das Kaffeehaus) (TV)
- 1970 : Mathias Kneissl
- 1970 : Pourquoi monsieur R. est-il atteint de folie meurtrière ? (Warum läuft Herr R. Amok?)
- 1970 : Le Soldat américain (Der Amerikanische Soldat)
- 1970 : Le Voyage à Niklashausen (Die Niklashauser Fart) (TV)
- 1971 : Rio das Mortes (TV)
- 1971 : Pionniers à Ingolstadt (Pioniere in Ingolstadt) (TV)
- 1971 : Whity
- 1971 : Prenez garde à la sainte putain (Warnung vor einer heiligen Nutte)
- 1971 : Die Ahnfrau - Oratorium nach Franz Grillparzer (TV)
- 1972 : Adele Spitzeder (TV)
- 1973 : Tschetan, der Indianerjunge
- 1973 : Gibier de passage (Wildwechsel) (TV)
- 1973 : La Tendresse des loups (Die Zärtlichkeit der Wölfe)
- 1973 : Kleiner Mann - was nun? (TV)
- 1975 : Le Droit du plus fort (Faustrecht der Freiheit)
- 1975 : Maman Küsters s'en va au ciel (Mutter Küsters' Fahrt zum Himmel)
- 1975 : Peur de la peur (Angst vor der Angst) (TV)
- 1975 : Eiszeit
- 1976 : L'Ombre des anges
- 1976 : Je veux seulement que vous m'aimiez (Ich will doch nur, daß ihr mich liebt) (TV)
- 1976 : Le Rôti de Satan (Satansbraten)
- 1976 : Roulette chinoise (Chinesisches Roulette)
- 1977 : Violanta
- 1977 : La Femme du chef de gare (Bolwieser) (TV)
- 1977 : Halbe-Halbe
- 1978 : Das andere Lächeln (de) (TV)
- 1978 : Despair
- 1978 : Spiel der Verlierer
- 1978 : L'Année des treize lunes (In einem Jahr mit 13 Monden)
- 1979 : Zuhaus in der Fremde (TV)
- 1979 : Le Mariage de Maria Braun (Die Ehe der Maria Braun)
- 1979 : Neues vom Räuber Hotzenplotz
- 1979 : La Troisième Génération (Die Dritte Generation)
- 1979 : Bildnis einer Trinkerin
- 1980 : Die Jahre vergehen (TV)
- 1980 : Die Reinheit des Herzens
- 1980 : Mosch
- 1981 : Winterstadt
- 1981 : Lili Marleen
- 1981 : Malou
- 1981 : Der Mond is nur a nackerte Kugel
- 1981 : R.W. Fassbinder (TV)
- 1981 : Die Ortliebschen Frauen
- 1981 : Lola, une femme allemande (Lola)
- 1981 : Heute spielen wir den Boß
- 1981 : Le Jour des idiots (Tag der Idioten)
- 1982 : Grenzenlos
- 1982 : Le Secret de Veronika Voss (Die Sehnsucht der Veronika Voss)
- 1982 : Querelle
- 1983 : Dies rigorose Leben
- 1983 : Der Bauer von Babylon - Rainer Werner Fassbinder dreht Querelle
- 1983 : La Femme flambée (Die Flambierte Frau)
- 1983 : Die Schaukel
- 1983 : Cœur de braises
- 1984 : Tricheurs
- 1984 : Dorian Gray im Spiegel der Boulevardpresse
- 1984 : Baumeister Solness (TV)
- 1986 : Cœurs flambés (Flamberede hjerter)
- 1987 : Tommaso Blu
- 1987 : Inside Out
- 1988 : Le Piège de Vénus (de) (Die Venusfalle)
- 1990 : Sirup
- 1991 : Lulu (TV)
- 1992 : Frauen über R. W. Fassbinder (TV)
- 1992 : Happy Birthday, Türke!
- 1992 : Glück 1
- 1992 : Die Wahre Geschichte von Männern und Frauen
- 1992 : Hors saison (Zwischensaison)
- 2000 : Vino santo (TV)
- 2000 : Fassbinder et les femmes (Für mich gab's nur noch Fassbinder)
- 2000 : Die Königin - Marianne Hoppe
- 2002 : Heimatfilm! (TV)
- 2004 : Éros
- 2005 : Kontakt